# Slipping Away (Crier la vie)
«Slipping Away» — песня американского исполнителя Моби, записанная в стиле электронной музыки. Она была выпущена 23 января 2006 года в качестве четвёртого сингла для Великобритании и в качестве шестого международного сингла из его альбома 2005 года Hotel. Песня стартовала под номером 53 и продержалась в течение одной недели в чарте. Она также достигла десятой позиции в Испании. Сингл версия была записана с бэк-вокалом Элисон Мойе.

## Трек-лист
| №  | Название                         | Длительность |
| -- | -------------------------------- | ------------ |
| 1. | «Slipping Away» (single version) | 3:42         |
| 2. | «Slipping Away» (MHC radio edit) | 3:37         |

| №  | Название                                                        | Длительность |
| -- | --------------------------------------------------------------- | ------------ |
| 1. | «Slipping Away» (Axwell Vocal Mix)                              | 7:31         |
| 2. | «Slipping Away» (Axwell Instrumental Mix)                       | 7:31         |
| 3. | «Slipping Away» (MHC Extended Remix)                            | 6:47         |
| 4. | «Slipping Away» (Focus People That Slip Remix by Mathew Jonson) | 9:25         |
| 5. | «Slipping Away» (Zloot Remix)                                   | 4:26         |

| №  | Название                                                 | Длительность |
| -- | -------------------------------------------------------- | ------------ |
| 1. | «Slipping Away» (Axwell Vocal Mix)                       | 7:31         |
| 2. | «Where You End» (Tiga's All I Want Is to Be Sampled Mix) | 7:04         |

## Moby и версия с группой Amaral
Релиз альбома в некоторых испано-говорящих странах включал версию под названием «Escapar (Slipping Away)» с известной испанской группой Amaral. Песня стартовала под номером три в Испании.

## Moby и версия с Милен Фармер

### Релиз трека
В июне 2006 года ходили слухи, что Милен Фармер хотела бы записать дуэт с международной звездой. Были упомянуты некоторые артисты, например, Лара Фабиан, Бэнжамин Биолай, Диам или Madonna, но больше всего упоминался Робби Уильямс, который, по-видимому объявил в 2002 году на NRJ Music Awards, что он хотел бы работать с ней. Тогда имя Moby было предложено потому, что возможное сотрудничество с Милен Фармер было упомянуто в прошлом самим Moby. В конце августа на официальном сайте Моби было указано, что название песни будет «Slipping Away (Crier La Vie)».
Выпущенный ремикс MHC в Лондоне, это танцевальная версия «Slipping Away», в котором добавлен французский текст. В своем блоге от 9 сентября 2006 года, а затем в редакции от 16 декабря 2006 года французской газеты Le Parisien, Moby заявил, что Фармер пришла в ресторан Teany в Нью-Йорке и сказала ему, что хотела бы записать дуэт версию «Slipping Away», так как она любит эту песню с последнего альбома Моби, который называется his best of. Он объяснил, что она писала тексты на французском и они работали вместе на расстоянии друг от друга (Нью-Йорк и Париж).
Песня очень часто звучала в эфире на всех французских радиостанциях, в том числе и на Fun Radio, которая транслировала песню несколько раз каждый день. Поскольку песня была очень успешной, были сделаны новые ремиксы и второй макси CD, а виниловые пластинки были выпущены 15 ноября.
В итоге, ходило несколько слухов: что было записано два дуэта, следующий альбом Милен Фармер будет полностью написан Moby, и альбом состоит из дуэта с такими артистами, как Кейт Буш или Брайан Молко. Вся эта информация была неверной. Тем не менее, альбом Фармер 2008 года Point de Suture содержит ещё один дуэт с Moby, который называется «Looking for My Name», который был записан сразу после «Slipping Away (Crier la vie)».

### Видеоклип
15 сентября 2006 года, на сайте Yahoo! представили видео в режиме предварительного просмотра и пять дней спустя, он был показан впервые на французских телевизионных каналах. 23 сентября началась ТВ промокампания и видео демонстрировалось в эфире каждый час, в день релиза сингла на Europe 2 TV. Видеоклип, снятый Уго Рамиресом доступен на CD макси, почти такой же, как и в оригинальной версии, он состоит из серии фотографий, представляющих различные события в США в 20-м веке, а также некоторые новые фотографии (Moby и Фармер, когда они были младенцами). Слова песни написаны на этих изображениях.